# اچ‌ام‌اس ئی۲۱
اچ‌ام‌اس ئی۲۱ (به انگلیسی: HMS E21) یک زیردریایی بود که طول آن ۱۸۱ فوت (۵۵ متر) بود. این زیردریایی در سال ۱۹۱۵ ساخته شد.